# Life Got Cold
Life Got Cold è il terzo singolo del gruppo musicale pop britannico Girls Aloud. È il terzo estratto dall'album di debutto del gruppo, Sound of the Underground. Il singolo, come b-side, conteneva una cover della canzone Girls on Film dei Duran Duran o la canzone Lights, Music, Camera, Action, a seconda della versione.
La canzone è stata criticata dai più perché è sembrata molto simile a un vecchio successo degli Oasis, Wonderwall, e per questo motivo la canzone è stata in seguito accreditata anche a Noel Gallagher, componente del celebre gruppo brit pop che scrisse la canzone.
Tra gli autori della canzone figurano anche Miranda Cooper, Brian Higgins, Xenomania, Nick Coler e Lisa Cowling mentre il brano è stato prodotto dai soli Brian Higgins e Xenomania. Il singolo, pubblicato il 18 agosto 2003 dall'etichetta discografica Polydor, ha raggiunto la seconda posizione della classifica irlandese e la terza in quella britannica, entrando in classifica anche nelle Fiandre.

## Tracce e formati
UK CD1 (Polydor / 98106563)
1. Life Got Cold (Radio Edit) — 3:29
2. Girls on Film (Duran Duran) — 3:41
3. No Good Advice (Doublefunk Clean Vocal Mix) — 7:30
4. Life Got Cold (Video) — 4:00
5. Photo Gallery

UK CD2 (Polydor / 98106570)
1. Life Got Cold (Radio Edit) — 3:29
2. Life Got Cold (Album Version) — 3:57
3. Life Got Cold (29 Palms Remix Edit) — 6:54
4. Life Got Cold (Stella Browne Edit) — 5:26

UK cassette single (Polydor / 98106587)
1. "Life Got Cold" (Radio Edit) — 3:29
2. "Life Got Cold" (Album Version) — 3:57
3. "Lights, Music, Camera, Action" (Steve Lee, Nigel Lowis, Paul Meehan) — 3:09

## Classifiche
| Classifica (2003) | Posizione raggiunta |
| ----------------- | ------------------- |
| Irlanda           | 2                   |
| Regno Unito       | 3                   |
| Belgio (Fiandre)  | 14                  |